# Football Bourg-en-Bresse Péronnas 01
Il Football Club Bourg-Péronnas è una società calcistica francese con sede a Péronnas, Rhône-Alpes, Francia, militante attualmente in Championnat National, il terzo livello del campionato francese di calcio.
Lo stadio di casa è lo Stade Municipal de Péronnas di Péronnas, che ha una capacità di 3.500 spettatori. Dal 2015, vista l'inadeguatezza dello Stade Municipal de Péronnas, non omologato per la Ligue 2, ha giocato nello Stade Marcel-Verchère di Bourg-en-Bresse.

## Storia
Nato nel 1942 dalla fusione del FC Bourg, con sede a Bourg-en-Bresse, e dell'US Péronnas-Bourg, con sede a Péronnas, gioca per vari anni nella Promotion de Ligue, dodicesimo livello del campionato francese. Nel 1963 una riforma introduce un campionato intermedio. Fatta eccezione per qualche stagione nei campionati regionali e qualche annata nelle categorie superiori, il club milita in questo livello fino agli anni '70. Dal 1974 al 1976 gioca in Division d'Honneur, prima di scendere nuovamente in Promotion de la Ligue, dove si stabilisce.
Tornato in Division d'Honneur nel 1990, sale in National 3, la quinta divisione, nel 1994 (primo club del dipartimento dell'Ain a conseguire questo risultato), e in Championnat de France amateur, la quarta divisione, nel 1997. Nel 2003 approda in Championnat National, la terza divisione, ma, nel 2004 retrocede in quarta divisione e nel 2006 addirittura in quinta; solo nel 2012 fa ritorno in terza serie. 
Il 22 maggio 2015 il club è promosso in Ligue 2 battendo per 2-0 il Boulogne e sopravanzando di un punto in classifica lo Strasburgo. Diventa così il primo club dell'Ain ad accedere alla seconda serie del campionato francese.
Nel luglio 2015 il club cambia nome in Football Bourg-en-Bresse Péronnas 01.
Il 31 luglio 2015 la squadra esordisce in Ligue 2 e l'11 agosto 2015 in Coppa di Lega francese, dove elimina Brest e Nancy ai tiri di rigore e Nantes dopo i tempi supplementari, prima di essere eliminata agli ottavi di finale dall'Olympique Marsiglia. Conclude la sua prima stagione in Ligue 2 con un ottimo 11º posto, mentre l’anno dopo bissa la salvezza chiudendo al 15º posto. Tuttavia, nella stagione 2017-2018 conclude al 18º posto con 36 punti e retrocede in Championnat National, laureandosi, inoltre, come peggior difesa del torneo con ben 87 gol subiti. Inoltre, nella Coppa di Francia dello stesso anno, il club giunge agli ottavi di finale, ma viene battuto addirittura 9-0 dal Marsiglia.

## Cronistoria
| Stagione  | Divisione                                | Posizione |
| --------- | ---------------------------------------- | --------- |
| 1997–1998 | Championnat de France Amateurs Group B   | 5°        |
| 1998–1999 | Championnat de France Amateurs Group B   | 13°       |
| 1999–2000 | Championnat de France Amateurs Group B   | 10th      |
| 2000–2001 | Championnat de France Amateurs Group B   | 5°        |
| 2001–2002 | Championnat de France Amateurs Group B   | 4°        |
| 2002–2003 | Championnat de France Amateurs Group B   | 2°        |
| 2003–2004 | Championnat National                     | 19°       |
| 2004–2005 | Championnat de France Amateurs Group C   | 14°       |
| 2005–2006 | Championnat de France Amateurs Group B   | 17°       |
| 2006–2007 | Championnat de France Amateurs 2 Group C | 6°        |
| 2007–2008 | Championnat de France Amateurs 2 Group C | 6°        |
| 2008–2009 | Championnat de France Amateurs 2 Group D | 2°        |
| 2009–2010 | Championnat de France amateur Group B    | 9°        |
| 2010–2011 | Championnat de France amateur Group B    | 7°        |
| 2011–2012 | Championnat de France amateur Group B    | 2°        |
| 2012–2013 | Championnat National                     | 15°       |
| 2013–2014 | Championnat National                     | 11°       |
| 2014–2015 | Championnat National                     | 3°        |
| 2015–2016 | Ligue 2                                  | 11°       |
| 2016–2017 | Ligue 2                                  | 15°       |
| 2017–2018 | Ligue 2                                  | 18º       |
| 2018-2019 | Championnat National                     |           |

## Organico

### Rosa
| N. |                         | Ruolo | Calciatore          |
| -- | ----------------------- | ----- | ------------------- |
| 1  | Francia (bandiera)      | P     | Mickaël Scannella   |
| 2  | Francia (bandiera)      | D     | Mickaël Alphonse    |
| 3  | Francia (bandiera)      | D     | Florent Perradin    |
| 4  | Francia (bandiera)      | D     | Quentin Lacour      |
| 5  | Francia (bandiera)      | D     | Yannick Goyon       |
| 6  | Senegal (bandiera)      | C     | Lamine Diompy       |
| 8  | Francia (bandiera)      | C     | Jason Berthomier    |
| 9  | Francia (bandiera)      | C     | Rafik Boujedra      |
| 10 | Francia (bandiera)      | A     | Lakdar Boussaha     |
| 11 | RD del Congo (bandiera) | D     | Vital N'Simba       |
| 12 | Francia (bandiera)      | D     | Florent Ogier       |
| 13 | Francia (bandiera)      | D     | Mohamed Reda Maarif |
| 14 | Senegal (bandiera)      | A     | Pape Sané           |

| N. |                    | Ruolo | Calciatore          |
| -- | ------------------ | ----- | ------------------- |
| 15 | Francia (bandiera) | C     | Jimmy Nirlo         |
| 16 | Francia (bandiera) | P     | Sébastien Callamand |
| 18 | Francia (bandiera) | C     | Maxime Moisy        |
| 19 | Francia (bandiera) | A     | Patrice Dimitriou   |
| 20 | Francia (bandiera) | D     | Amar Benmeloucka    |
| 22 | Francia (bandiera) | D     | Aurélien Faivre     |
| 23 | Francia (bandiera) | C     | Aliou Dembelé       |
| 24 | Francia (bandiera) | C     | Jordan Gaubey       |
| 29 | Francia (bandiera) | A     | Moulaye Ba          |
| 30 | Francia (bandiera) | P     | Julien Fabri        |
|    | Francia (bandiera) | D     | Jonathan Rivierez   |
|    | Francia (bandiera) | D     | Baba Traore         |
|    | Francia (bandiera) | C     | Loïc Damour         |

## Palmarès

### Competizioni nazionali
- Championnat de France amateur 2: 2

1996-1997, 2008-2009
- Championnat National 2: 1

2023-2024 (girone D)

### Altri piazzamenti
- Championnat National:

Terzo posto: 2014-2015
- Championnat de France amateur 2:

Secondo posto: 2002-2003, 2011-2012